# Улыбка (вокальный квартет)
«Улыбка» — женский вокальный квартет, работал на советской эстраде в 1955—1980-х годах.

## История
В 1955 году выпускниками музыкального училища при Московской Консерватории имени П. И. Чайковского был организован вокальный квартет. Первыми участниками квартета были — Роза Романовская (руководитель), Элла Ольховская, Зоя Куликова, Инна Мясникова. Известность пришла к молодым певицам квартета после фильма «Карнавальная ночь» (1956), где квартет спел с Людмилой Гурченко песню «Пять минут».
Летом 1956 года квартет работал с эстрадным оркестром под управлением Эдди Рознера в саду «Эрмитаж».
Квартет участвовал в программе «Первый шаг» в Центральном доме работников искусств.
В 1957 году квартет получил две золотые медали на VI Всемирном фестивале молодёжи и студентов в Москве.
В 1958 году снялись в эпизодах фильма «Девушка с гитарой».
В 1960 году солистки Зоя Харабадзе (Куликова) и Инна Мясникова отделились и образовали вокальный квартет «Аккорд». В квартет поступили Тамара Снегирева, выпускница вокального факультета музыкального училища при Московской государственной Консерватории имени П. И. Чайковского (1953 год), солистка Московского государственного хора под управлением В. Г. Соколова и Галина Сафонова (Белостоцкая), студентка Московского инженерно-экономического института, выпускница музыкального училища при Московской консерватории имени П. И. Чайковского (дирижерско-хоровой факультет). В этом же году после конкурса на лучшее название квартет получил имя «Улыбка». Конкурс был объявлен Всесоюзным радио при одном из выступлений квартета на Радио.
В 1962 году Роза Романовская вышла из состава квартета и организовала женский вокальный квартет «Советская песня», а на её место пришла Галина Иванова, окончившая дирижерско-хоровой факультет училища имени Гнесиных.

## Участники квартета
- Роза Романовская — до 1962 — руководитель
- Зоя Куликова (01.05.1932 — 16.01.2018) — до 1960
- Инна Мясникова — до 1962
- Элла Ольховская
- Галина Сафонова (Белостоцкая) с 1960
- Тамара Снегирёва (08.03.1929 — 02.06.2008) — с 1962
- Галина Иванова — с 1962 (1928—1980)

## Творчество
Квартет «Улыбка» проработал почти десять лет в Московском мюзик-холле.
В 1969 году получили первое место на конкурсе «Советской эстрады». Квартет много гастролировал в СССР и за рубежом в Сирии, Ираке, Иордании, Кувейте, Ливане, африканские страны, Индии, Непале, Финляндии, ПНР, Болгарии, ГДР. Озвучивал художественные и мультипликационные фильмы, выступали на радио и телевидении, участвовали в передачах с «С добрым утром!», «Голубой огонёк».Квартет много лет выступал вместе с Муслимом Магомаевым, с оркестром, организованным министерством культуры Азербайджана. Квартет принимал участие в программе «Мелодии друзей», вместе со звёздами зарубежной эстрады. Квартет озвучивал фильмы Гайдая и работал с Александром Зацепиным.
Квартет отличался необычно красивым низким тембром, чистотой четырёхголосия, напевностью. Для квартета «Улыбка» писали песни композиторы — Александра Пахмутова, Марк Фрадкин, Арно Бабаджанян, Леонид Вербицкий, Евгений Птичкин, Владимир Рубашевский, Григорий Пономаренко, Тамара Маркова, Игорь Якушенко и другие.
С квартетом «Улыбка» сотрудничали известные советские и зарубежные певцы — Муслим Магомаев, Эдита Пьеха, Татьяна Шмыга, Иосиф Кобзон, Майя Кристалинская, Лев Лещенко, Эмиль Горовец, Людмила Зыкина, Анна Герман, Евгений Мартынов, Эдуард Хиль, Олег Анофриев, Светлана Резанова, Вадим Мулерман, Леонид Серебренников, Юрий Богатиков, Валерий Ободзинский, Аида Ведищева, Трошин, Владимир Трошин и другими, с Реем Конниффом, Дин Ридом, Мирабеллой Дауэр записали пластинки обработок советских и зарубежных песен.
Выступали совместно с такими коллективами — эстрадный оркестр под управлением Ю. Саульского, эстрадный оркестр Всесоюзного радио под управлением Ю. Силантьева, эстрадный оркестр под управлением Б.Карамышева, инструментальный ансамбль под управлением В. Рубашевского, инструментальный ансамбль «Мелодия» под управлением Г. Гараняна, эстрадно-симфонический оркестр, дирижёр К. Кримец, оркестр театра эстрады под управлением О. Шимановского, квартет «Электрон», квартет «Аккорд».
Записывались на пластинках Апрелевского завода грампластинок и других заводах, фирме «Мелодия», в журнале Кругозор.
В начале 1980 года вокальный квартет «Улыбка» распался в результате тяжёлой болезни и смерти Галины Ивановой, а старый квартет сменила детская шоу группа, в состав которой вошли ведущие солисты -  6-летняя Диана Казей и  4-летний Андрей Варламов. Визитной карточкой этого коллектива стала колыбельная песня "Волшебные сны".
В 2007 году фирмой «Мелодия» был выпущен компакт-диск вокального квартета «Улыбка» с песнями разных лет.

## Песни
- Пять минут — (А. Лепин — В. Лившиц) с Людмила Гурченко 1956
- То пришла любовь — (Ю. Саульский— Б. Ласкин) с Людмила Гурченко 1958
- Вальс — (музыка Ю. Саульский) 1958
- Мелодия (музыка А. Норченко) 1958
- Четыре сердца — (Ю. Саульский — Б. Сибиряков) 1958
- Песня о Москве — (А. Лепин — В. Лившиц) 1958
- Гулянье — (музыа Я. Френкель) 1959
- Тирольская песня — (З. Олиас — Ю. Цейтлин) 1959
- Ясный месяц — (А. Новиков — Д. Терещенко) 1959
- Ах, сердце — (польская народная песня) 1959
- Колыбельная — (Д. Ширринг — Ю. Соснин) 1959
- Ручей и соловей — (английская песня) 1959
- Моя мечта — (музыка Л. Афанасьев) 1959
- До свиданья, Рим — (Р. Рашель — Ю. Цейтлин) 1959
- В чистом небе — (Е. Кузнецов — В. Боков) 1962
- За околицей — (В. Левашов — В. Щеглов) 1962
- Песня подруг — (А. Пахмутова — М. Матусовский) 1962
- Прощайте, голуби — (М. Фрадкин — М. Матусовский) 1962
- Телефон — (М. Фрадкин — Е. Евтушенко) 1962
- За дальнею околицей — (Н. Будашкин — Г. Акулов) 1962
- Дали вековые — (Э. Колмановский — А. Прокофьев) 1963
- Синеглазый месяц май (Л. Афанасьев — Б. Гайкович) 1963
- В чистом небе (Е. Кузнецов — В. Боков) 1963
- До свидания, осень — (В. Кузнецов — А. Тихонов) 1963
- Веселись, Негритянка — (кубинская народная песня) 1963
- Сердце девичье опечалилось — (В. Левашов — В. Щеголев) 1963
- Новый Год идет — (Е. Птичкин — Б. Брянский) с Олегом Анофриевым 1963
- Мой город — (А. Бабаджанян — Г. Регистан) 1964
- Проснись и пой — (Г. Гладков — В. Луговой) 1964
- Открываются окна в школах — (С. Гребенников — Н. Добронравов) 1964
- Жили-были — (Л.Вербицкий — А.Вратарев) 1965
- Матрёшки — (Е. Птичкин — Л. Васильев) 1965
- Ночью белой — (Г. Подельский — В. Зацоренко) 1965
- Вологодские кружева — (Е. Птичкин — Л. Васильева) 1965
- Атбасар-городок — (В. Купревич — А. Долгов) 1965
- Черёмуха — (О. Фельцман — С. Ахмедиани) 1965
- Идёт девчонка — (Л. Вербицкий — А. Вратарёв) с Иосиф Кобзон 1966
- За рекой гармонь поет — (Б. Карамышев — О. Гаджикасимов) 1966
- Сто дорог (В. Рубашевский — Б. Брянский) с Мария Лукач 1966
- Когда счастливы — (японская народна песня) 1966
- Клятва — (японская народна песня) 1966
- Туристская песенка — (В. Рубашевский — Б. Брянский) 1966
- Лучина — (русская народная песня) 1966
- Пикулина — (финская народная песня) 1966
- На рыбалке — (И. Дунаевский — В. Волженин) 1967
- Частушки — (Б. Савельев — С. Кирсанов) 1967
- Попрыгунья — (Б. Савельев — С. Кирсанов) 1967
- Музыкальные игрушки — (Е. Птичкин — М. Пляцковский) 1967
- Дедушка, сделай свисток — (В. Махлянкин — Б. Старосельский) 1967
- Семиструнная гитара — (В. Золотухин — Е. Синицын) 1967
- Как не любить мне эту землю — (В. Левашов — В. Лазарев) 1968
- Три берёзоньки — (А. Экимян — В. Боков) 1968
- Куда Вы смотрите, пожарники — (Г. Пономаренко — М. Пляцковский) 1968
- А пятая — песня — (Г. Пономаренко — Г. Георгиев) 1968
- На свиданье сердце просится — (Б. Снетков — В. Харитонов) 1968
- Постой, погоди — (Р. Майоров — Л. Завальнюк) 1968
- Зимние страдания — (Ю. Саульский — В. Орлов) 1968
- Если мы нужны друг другу — (Г. Пономаренко — Г. Георгиев) 1968
- В пяти шагах — (А. Аверкин — В. Бутенко, Г. Георгиев) 1968
- Подари мне платок — (Г. Пономаренко — М. Агашина) 1968
- Дюймовочка — (Г. Пономаренко — М. Пляцковский) 1968
- Люби меня, как я тебя — (Г. Пономаренко — Г. Георгиев) 1968
- Радуга — (А. Двоскин — О. Гаджикасимов) 1968
- Белая берёзонька — (Б. Мокроусов — В. Боков) 1969
- Цвета земли — (М. Мильман — И. Холин) 1969
- Подпись — (В. Купревич — П. Градова) 1969
- Без печалей и забот — (Л.Гарин — Н.Олев) с Олег Анофриев 1969
- Вышла песня на крыльцо — (З. Бинкин — Ю. Энтин) 1970
- Паренёк (А. Флярковский — Ю.Козловский 1970
- Белые руки берез — (Е. Жарковский — И. Лебедовская) 1970
- Алло, мы ищем таланты — (И. Галицкий — Э. Филатьев) 1971
- Эпилог — (музыка Д. Тухманов) — 1972
- Берега — (Н. Богословский — М. Танича) 1973
- Не спеши — (А. Бабаджанян — Е. Евтушенко) 1974
- Песня о Николаеве — (музыка и слова Г. Пономаренко) 1974
- Вода буль-буль — (В. Шаинский — Ю. Энтина 1974
- Кто не спит? — (В. Шаинский — Ю. Энтина) — 1974
- Зеленая трава — (А. Рыбников — Ю. Энтина) 1974
- Танец шамана — (А. Зацепин — Л. Дербенев) 1974
- Марш непосед — (В. Махлянкин — Э. Вериго) 1974
- Стоит над речкою береза — (П. Градов — А. Основиков) 1974
- Кораблик без названия — (Т. Маркова — М. Танич) 1975
- Как у Волги иволга — (Т. Маркова — И. Кохановский) 1975
- Ветла — (Т. Маркова — И. Кашежев) 1975
- Воздушные шарики — (М. Карминский — Я. Аким) 1975
- Веселый поезд — (М. Карминский — В. Левин) 1975
- Солнышко — (В. Хорощанский — В. Харитонов) 1976
- Буква «Я» — (А. Рыбников — Б. Заходер) 1976
- Лодочка — (А. Лепин — И. Вакс) 1976
- Мне красивого не надо — (Э. Ханок — М. Танич) 1976
- Под лежачий камушек — (А. Лепин — И. Вакс) 1976
- Во дворе зимою белой — (И. Якушенко — 3. Петрова) 1976
- Ледоход — (И. Якушенко — 3. Петрова) 1976
- Весна! Весна на улице — (И. Якушенко — 3. Петрова) 1976
- Вот и лето! — (И. Якушенко — 3. Петрова) 1976
- Разбежались по поляне — (И. Якушенко — 3. Петрова) 1976
- Вот художник — (И. Якушенко — 3. Петрова) 1976
- Пестрая — (И. Якушенко — слова 3. Петрова) 1976
- Торопится осень — (И. Якушенко — 3. Петрова) 1976
- Волк и семеро козлят — (А. Рыбникова — Ю. Энтин) 1977
- Песенка моя — (Б. Савельева — О. Дриза) 1977.
- Соловей на веточке — (Г. Пономаренко — И. Варавва) 1977
- Белая роса — (Г. Пономаренко — Г. Георгиев) 1977
- Про Танечку и Ванечку — (В. Мигуля — В. Боков) 1977
- Третий лишний — (Б. Ривчун — С. Бенке) 1977

## Дискография

### Грампластинки
- 1958 — Вокальный квартет. Э. Ольховская, З. Куликова, Р. Романовская, И. Мясникова — Вальс/Мелодия — (миньон 30218)
- 1958 — Вокальный квартет. Э. Ольховская, З. Куликова, Р. Романовская, И. Мясникова — Четыре сердца/Песня о Москве — (миньон 31880)
- 1958 — Вокальный квартет. Э. Ольховская, З. Куликова, Р. Романовская, И. Мясникова — Колыбельная/Ручей и соловей — (миньон 31968)
- 1959 — Вокальный квартет. Э. Ольховская, З. Куликова, Р. Романовская, И. Мясникова — Гулянье/Тирольская песня — (миньон 32326)
- 1959 — Вокальный квартет. Э. Ольховская, З. Куликова, Р. Романовская, И. Мясникова — Моя мечта / До свиданья, Рим — (миньон 32562)
- 1962 — Вокальный квартет «Улыбка» — В чистом небе/За околицей — (миньон 38325)
- 1963 — Вокальный квартет «Улыбка» — Синеглазый месяц май/Песня подруг/В чистом небе/За околицей — (миньон Д00012991)
- 1963 — Вокальный квартет «Улыбка» — До свидания, осень/Веселись, негритянка — (миньон 41155)
- 1965 — Вокальный квартет «Улыбка» — Вологодские кружева/Атбасар-городок — (миньон 0044385-6)
- 1965 — Черемуха/Вологодские кружева/Ночью белой/Атбасар-городок — (миньон Д00016411-12)
- 1966 — Вокальный квартет «Улыбка» — Когда счастливы/Клятва — (миньон 46247-48)
- 1969 — Вокальный квартет «Улыбка» — Черёмуха/Белая берёзонька — (миньон 48135-6)
- 1972 — Вокальный квартет «Улыбка» — Подари мне платок/У меня одна сестра — (миньон ГД0002789)
- 1972 — Вокальный квартет «Улыбка» — У меня одна сестра/Как не любить мне эту землю/Подари мне платок/За дальнею околицей — (миньон Д00032073)
- 1974 — Вокальный квартет «Улыбка» — Вокальный Квартет «Улыбка» — (диск-гигант C60-05275)
- 1976 — Вокальный квартет «Улыбка» — Солнышко/Лодочка/Мне красивого не надо/Под лежачий камушек — (миньон Г62-05371)
- 1977 — Вокальный квартет «Улыбка» — Соловей на веточке/Белая роса/Про Танечку и Ванечку/Третий лишний — (миньон С62-08629)

### Журнал Кругозор
- 1966 № 1 — Вас приглашает на танцы квартет «Улыбка» и эстрадный оркестр под управлением Б.Карамышева (ГД 000323)
- 1966 № 5 — Музыкальная «Улыбка». Пикулина (финская песня «Pikku Nina») (ГД-000387)
- 1967 «ЭКСПО-1967» — спецвыпуск. Народные записи. Лучина (русская народная песня) (ГД-000387)
- 1967 № 1 — Новые записи. Сирень-черемуха (музыка И.Дунаевский)
- 1967 № 3 — Плакат времени. На рыбалке (музыка И. Дунаевский, слова — В. Волженин) (ГД-000557)
- 1967 № 4 — Танцевальная музыка. Попрыгунья (Б.Савельев) (ГД-000591)
- 1967 № 5 — Фантазия на тему песни В. Пушкова «Тайга золотая» (Ю.Саульский) (ГД-000605)
- 1967 № 6 — Веселые премьеры. Жили-были — (музыка Л.Вербицкий — слова А.Вратарев) (ГД-000621)
- 1969 № 10 — Наши премьеры. Семиструнная гитара — (музыка В. Золотухин — слова Е. Синицын) (ГД-0001667)
- 1974 Колобок № 12 — Как в старину Новый год праздновали. Колядки. Музыка А. Рыбникова

## Песни в кино

### Кинофильмы
- 1956 — «Карнавальная ночь» — Пять минут
- 1958 — «Девушка с гитарой» — То пришла любовь
- 1962 — «Девчата» — Песня подруг
- 1962 — «Как рождаются тосты»
- 1970 — «Свистать всех наверх!»
- 1973 — «Берега» — Берега
- 1973 — «Земля Санникова» — Танец шамана
- 1974 — «Мушкетёры из четвёртого Б» — Зелёная трава
- 1975 — «Когда наступает сентябрь»
- 1977 — «Дали вековые»

### Мультфильмы
- 1974 — «Волк и семеро козлят на новый лад»
- 1974 — «Маленькие недоразумения» — Кто не спит?
- 1976 — «Голубой щенок»